# БА-І
БА-І (скорочено від Бронеавтомобіль Іжорський, у низці джерел позначається як БАІ) — радянський середній Бронеавтомобіль міжвоєнного періоду та початкового періоду німецько-радянської війни. Під час його створення використовувалося шасі американського вантажного автомобіля «Форд-Тімкен», надалі — його радянського аналога ГАЗ-ААА. БА-І є родоначальником сімейства середніх бронеавтомобілів розробки Іжорського заводу (БА-3, БА-6, БА-10, БА-11). Всього за півтора року виробництва було виготовлено 109 бронемашин, частина з яких обмежено використовувалася частинами Червоної армії протягом німецько-радянської війни.

## Історія
18 липня 1929 року Наркомвійськмором була прийнята Система танко-тракторного та автоброньованого озброєння РСЧА. Серед різних зразків озброєння у ній значилося два типи середніх бронеавтомобілів, більш сучасних за БА-27. Незабаром КБ Іжорського заводу та ДКВБ УММ РСЧА на чолі талановитого інженера-самоучки Миколи Диренкова отримали завдання на розробку перспективних броньовиків, при цьому в доволі стислі терміни.
Однією з вимог УММ РСЧА було використання як бази для бронеавтомобіля тривісного шасі з колісною формулою 6х4, що було продиктоване низкою причин. По-перше, практика експлуатації БА-27 довела, що двовісне шасі створює високий тиск на ґрунт, в зв'язку з чим динамічні характеристики автомобіля падають. Тривісне шасі, таким чином, повинне було сприяти покращенню прохідності по перетятій місцевості та поганим дорогам, а також давало можливість посилити бронювання та озброєння. Крім того, керівництво РСЧА через власних співробітників, які перебували у складі радянських торгових представників у Великій Британії та США, отримали інформацію, що війська імовірного противника мають на той час достатньо сучасні середні тривісні броньовані автомобілі. У тому числі, такими були американські T4 Armored Car та британські Lanchester Mk II Armored Car і Crossley 6×4 Medium Armored Car. Правда, усі вони випускалися невеликими партіями, проте сам факт їх існування говорив багато про що.
Спочатку УММ РСЧА пропонувало використовувати шасі американської вантажівки «Морланд» з «рідним» двигуном та трансмісією. Партія з 100 таких машин якраз прибула на початку 1930 року в СРСР, чому немало сприяла комісія І. А. Халепськогою. В кінці ж 1930 року з фірмою «Тімкен» був заключений контракт на поставку комплектуючих для ще 1000 тривісних вантажівок, створених на базі двовісної вантажівки «Форд-АА» шляхом простого додавання до нього третьої осі. До листопада 1931 року всі комплектуючі були доставлені в СРСР, нижньогородський завод «Гудок Жовтня» почав складання з них готових автомобілів. Ці машини і було вирішено використовувати для створення бронеавтомобілів.
На перших порах КБ Іжорського заводу під керівництвом інженера А. Д. Кузьміна підійшли до питання цілком практично — ходова частина «Форд-Тімкен» залишилась без змін, а броньований корпус та башта мали максимально просту форму, за що броньовик отримав сатиричне прізвище «собачий ящик» . До зими 1931 року було збудовано дослідний екземпляр з корпусом із неброньованої сталі товщиною 4-8 мм. Проте, створити башту з розміщеними там тяжким кулеметом калібру 12,7 мм та 20-мм автоматичною гарматою не вдалося, через це за рекомендацією того ж Диренкова було встановлено башту від танка МС-1. Невдовзі автомобіль оглянули військові й залишились невдоволені нею. Відмічалося, що водію тяжко забиратися у автомобіль, він має поганий огляд, а під час руху ще боляче б'ється об сталевий дах бронекабіни. Як результат, було запропоновано допрацювати свою бронемашину, а поки що для виробництва було обрано бронеавтомобіль Д-13 конструкції Диренкова, хоча і він не зовсім вписувався в техзавдання військових і був надмірно складним у виробництві.
До початку 1932 року КБ Іжорського заводу повністю переробило проект броньовика. Було розроблено характерний «ступінчатий» бронекорпус, що став особливістю всіх наступних бронеавтомобілів сімейства. Деяким переробкам було піддано ходову частину, було розроблено башту оригінальної конструкції. Новий зразок бронеавтомобіля, що отримав назву БА-І — «Бронеавтомобіль Іжорського», було виготовлено на початку 1932 року. Після двотижневих випробувань автомобіля на заводі його продемонстрували військовим, які цього разу були більш поблажливими. В доповіді про перспективні зразки бронетанкового озброєння від 6 квітня 1932 року помічник начальника УММ РСЧА Густав Бокіс обмалював ситуацію наступним чином:
| В серійному виробництві знаходиться середній бронеавтомобіль Д-13 на шасі «Форд-ААА». Виготовлені дослідні зразки цього типу бронеавтомобіля з різноманітною конфігурацією корпусу та різноманітним розміщенням озброєння. На сьогодні наявні дослідні зразки наступних бронеавтомобілів: 1) Д-13 конструкції Диренкова; 2) ФВВ — конструкції АТТБ ЕКУ ОГПУ; 3) БАІ — Іжорського заводу. При цьому останній тип має укорочену базу, в результаті чого має більш компактні розміри корпусу. Це дало можливість збільшити товщину бронювання і довести її до 8 мм без навантаження автомобіля. — Помічник начальника УММ РККА Густав Бокіс |

5 серпня 1932 року дослідний зразок БА-І, який до того часу вже пройшов 980 км, був доставлений для проведення полігонних випробувань на НДВІБТ полігон в Кубинці, де всю першу половину серпня автомобіль ганяли різними дорогами, збільшивши тим самим його пробіг ще на 200 км. Випробування виявили як сильні, так і слабкі сторони нового броньовика, проте це було по суті не важливо . Справа і тім, що ще до початку випробувань на полігоні УММ РСЧА вже ухвалило рішення про розгортання серійного виробництва БА-І, оскільки решта «кандидатів» до цього часу вже відпала — бронемашина Д-13 виявилася переобтяжена і, головне, надто складна і дорога у виробництві, а бронеавтомобіль ФВВ, створений «тюремним КБ» АТТБ ЕКУ ОГПУ, так і не вийшов із стадії креслень.

## Серійне виробництво
Спочатку планувалося, що БА-І будуть виготовляти на їх «рідному» Іжорському заводі, проте невдовзі виявилося, що завод не зможе впоратися з цим завданням через свою перевантаженість іншими замовленнями. У пошуках альтернативних виробничих потужностей УММ РСЧА звернуло увагу на Виксунський завод дробильно-розмельного устаткування (ДРУ, місто Викса Горьковської області), який мав достатні потужності для виготовлення легких та середніх бронеавтомобілів. 3 серпня 1932 року рішенням уряду СРСР Виксунський завод ДРУ був виділений для виготовлення броньованих автомобілів. Проте, можливості заводу були переоцінені. Планувалося, що до кінця року завод зможе дати армії 320 броньовиків БА-І, а протягом наступного року — вже 2500 машин різних типів. В реальності через нестачу обладнання, виробничих потужностей та робочих, а також солідної затримки з надходженням креслень завод до кінця 1932 року взагалі не зміг розпочати виготовлення бронеавтомобілів. Під час розробки виробничого плану на 1933 рік «наполеонівську» цифру 2500 машин скоректували до більш скромної 400, з яких 300 одиниць становили БА-І, а решта — 100 одиниць — легкі ФАІ. Але навіть таке число бронеавтомобілів Виксунський завод ДРУ випустити не зміг.
На початку 1933 року представник УММ РСЧА доповідав у наркомат оборони невтішні новини про хід виконання заводом річної програми випуску БА-І:
| БАІ — здано 28, решта 272 під питанням. Буде, ймовірно, не більше 150—200 штук… |

Проте до кінця року з великою напруженістю завод виготовив лише 90 бронемашин. Ще 19 БА-І Викса зібрала на початку 1934 року, після чого виробництво даних броньовиків було зупинене. Таким чином, всього було виготовлено 109 екземплярів бронеавтомобіля БА-І..

## Опис конструкції

### Броньовий корпус та башта
Бронекорпус автомобіля мав достатньо складну конфігурацію та збирався та бронелистів товщиною від 4 до 8 мм повністю з допомогою зварювання, що було досить прогресивним рішенням для того часу. Для підвищення міцності на з'єднувальні шви наварювалися додаткові кути з броньованої сталі. Характерною особливістю корпусу БА-І була його «ступінчата» форма — дах корпусу над відділенням управління був вищим, ніж над бойовим відділенням. Таке рішення дозволило суттєво знизити загальну висоту бронеавтомобіля, не створюючи при цьому незручності для водія та кулеметника. Надалі всі радянські середні бронеавтомобілі 1930-х років мали корпус подібної конфігурації (з деякими незначними відмінностями) . Бронекорпус кріпився до рами автомобіля в 10 точках.
У передній частині корпусу розміщувалося моторне відділення. Броньовий захист радіатора мав клиноподібну форму для забезпечення кращої кулестійкості. Доступ повітря для охолодження двигуна забезпечували двоє бронедверцят з регулювальним зазором, що відкривалися з місця водія. У бокових бронелистах моторного відділення були два двостулкові люка для доступу до двигуна та його обслуговування. За моторним відділенням розміщувалося відділення управління з місцями водія (зліва) та кулеметника (справа). Для їх посадки та висадки з бронеавтомобіля слугували двоє дверей в бортах бронекабіни, що кріпилися на зовнішніх петлях та відкривалися у бік носа автомобіля. Для спостереження за дорогою водій мав люк в нахиленому лобовому бронелисті кабіни, в бойовій обстановці він закривався бронекришкою з оглядовою щілиною. Справа від люка розміщувалася шарова установка курсового кулемету. Ще дві оглядові щілини були в бокових дверях. Для полегшення посадки та висадки під дверима були змонтовані невеликі підніжки на вигнутих кронштейнах. У даху відділення управління розміщувався великий прямокутний люк, що використовувався для вентиляції та спостереження за авіацією противника. В разі потреби через цей люк міг вестися зенітний вогонь (для цього було необхідно зняти кулемет з шаровою установкою в лобовому листі).
У кормі бронемашини розміщувалося бойове відділення. Сама корма мала форму подвійного тричастинного клину (у вертикальній та горизонтальній площині), у правому верхньому листі розміщувались бронедвері, через які здійснювалась, головним чином, посадка і висадка командира автомобіля. У верхній частині бронедвері та приблизно на аналогічному місці лівого верхнього бронелиста були наявні спостережні лючки, аналогічні на дверях відділення управління.
Над бойовим відділенням на погоні розміщувалася башта з основним озброєнням бронеавтомобіля. Башта мала оригінальну конструкцію, хоча загальна ідея розміщення озброєння була аналогічна баштам бронемашини БА-27і танка МС-1. В передній частині циліндричної башти були наявні дві пласкі лобові панелі, встановлені під кутом до вертикалі та горизонтальної площини, і які утворювали клин. У правому бронелисті в масці на цапфах розміщувалася гармата, в лівому — кулемет в шаровій установці. В башті розміщувався командир бронеавтомобіля, які сидів у петлі з брезентового ременя. Для спостереження за полем бою він міг використовувати три спостережні щілини у стінках башти, що закривалися зсередини броньовими заслонками, а також відкидного сферичного бронековпаку з прорізами, який містився на даху башти. Під дном бойового відділення розміщувалися ящики з інструментами та запчастинами для озброєння.
Передні та задні колеса прикривалися штампованими крилами з броньованої сталі. На кормових крилах могли розміщуватися ящики для ЗІП чи гусеничних ланцюгів «Оверолл». Між моторним відділенням та відділенням управління кріпилися два запасні колеса (по одному з кожного боку). Вони могли вільно обертатися на своїх осях, завдяки чому не давали бронеавтомобілю сісти на дно та полегшували подолання ровів та окопів. Дане рішення було запозичене у бронеавтомобіля Д-13 і надалі «кочувало» з одного середнього бронеавтомобіля до іншого аж до БА-11 .

### Озброєння
Основним озброєнням БА-І була перероблена 37-мм танкова гармата системи Гочкіса, відома як «Гочкіс-ПС» (також «гочкіс тип 3», заводський індекс 2К). Ця гармата становила свого роду гібрид між оригінальною гарматою Гочкіса та гарматою ПС-1 конструкції Павла Сячинтова, яка так і не була запущена у виробництво. При збереженні «старого» ствола гармати Гочкіса та її противідкатних пристосувань гармата мала ряд більш сучасних механізмів, запозичених у ПС-1, в тому числі механізм спуска. Довжина ствола становила 20 калібрів; затвор — клиновий, противідкатні пристрої складалися з гідравлічного компресора — гальма відката та пружинного накатника.
Гармата встановлювалася у правому лобовому листі башти на цапфах. прицільні пристрої складалися з мушки, прицільної планки та цілика; наведення гармати у вертикальній та горизонтальній площині здійснювалося з допомогою плечового упора, в горизонтальній площині — шляхом повороту башти. Боєкомплект гармати складався з 34 унітарних пострілів та міг включати бронебійні та осколково-фугасні снарядів, а також Картеч. Постріли укладалися в брезентові кармани всередині башти.
Допоміжне озброєння БА-І складалося з двох 7,62-мм кулеметів ДТ-29, розміщених у шарових установках. Один з них розміщувався в лівому лобовому листі башти, інший — у лобовому листі корпусу справа. Боєкомплект кулеметів становив 3 024 патрони в 48 дискових магазинах по 63 патрони у кожному.

### Двигун та трансмісія
Двигун — «Ford Model АА», карбюраторний, рядний, 4-циліндровий, рідинного охолодження, робочим об'ємом 3285 см³ та потужністю 40 к.с. (29 кВт) при 2200 об/хв. Максимальний крутний момент — 165 Н•м при 1200 об/хв, ступінь стиску — 4,22. Карбюратор — «ГАЗ-Зеніт». Запуск двигуна здійснювався з допомогою стартера МАФ-4006 потужністю 0,8к.с. (0,6 кВт) та заводною рукояткою. Ємність паливного бака становила 45 літрів (за іншими даними — 40).
Трансмісія складалася з однодискового фрикціону, механічною чотириступінчатої коробки передач з демультиплікатором і двома кормовими ведучими мостами з конічними дифференціалами та черв'ячними головними передачами.

### Ходова частина
Ходова частина — тривісна неповнопривідна (колісна формула — 6|4). Підвіска — залежна, на напівеліптичних стальних ресорах з реактивним штангами, поздовжніми на кормових мостах та поперечними на носовому. В цілому, ходова частина БА-І була практично повністю запозичена у вантажівки «Форд-Тімкен». Основними доробками було урізання кормової частини рами на 400 мм, завдяки чому вдалося зробити конструкцію бронеавтомобіля більш компактною порівняно з Д-13; посилення рами додатковими поперечками та встановлення додаткових листів у передні ресори. Колеса з литими дисками, односкатні на передньому мосту та двоскатні на задніх, з пневматичними шинами великого розтину розміром 6,50—20.
Для покращення прохідності по слабких ґрунтах та снігу БА-І оснащувався всюдихідними цепками-гусеницями, які надягалися двома членами екіпажу на колеса задніх мостів за 8-10 хвилин. Кожна гусениця мала масу 71 кг та складалася з 24 ланок довжиною 180 та шириною 310 мм. Надалі цими всюдихідними цепками, що отримали назву «Оверолл», комплектувалися всі середні бронеавтомобілі РСЧА.

### Електрообладнання
Електрообладнання виконане по однопровідній схемі. Напруга бортової мережі — 6 В. Джерелами електроенергії слугували акумулятори 3 СТП-80 (ємність — 80 А•г) та генератор ГМ-71 (потужність — 100 Вт) . Для руху в нічний час бронеавтомобіль мав дві фари, змонтовані над передніми крилами. Будь-якого захисту фар е передбачалося. Також на лівому кормовому крилі кріпився стоп-сигнал. Для подачі звукового сигналу слугував гудок вібраторного типу.

## Модифікації
У процесі виробництва та експлуатації БА-І вживався ряд спроб модернізації бронеавтомобіля, з метою підвищення його бойових та експлуатаційних характеристик.
Зокрема, 1933 року, ще в процесі масового виробництва БА-І, за спеціальним завданням УММ РСЧА інженер Важинський розробив проект оснащення бронеавтомобіля кормовим постом управління. Проте, через велику тісноту в бойовому відділенні, від такої модернізації відмовилися.
Восени 1933 року на один з бронеавтомобілів БА-І в дослідному порядку встановили 37-мм безвідкатна (динамо-реактивна) протитанкова гармата Л. Курчевського. Для цього в кормі башти було прорізано прямокутний отвір, закритий бронелистом, а спереду був наварений спеціальний коробчатий кожух ствола. Взимку 1933—1934 років на Кунцевському стрілецькому полігоні були проведені дослідження, в ході яких виявилися численні недоліки установки, таких як ненадійне кріплення ствола в башті, незручна система заряджання, малий кут піднесення. Крім того, з гармати не можливо було стріляти назад, тому що ззаду утворювався реактивний потік, який ударявся об кришу над відділенням управління і міг її деформувати. Нарешті, гармата при пострілі створювалося сильне димно-пилова хмара, що демаскувала автомобіль. В зв'язку з цим, подальші роботи із озброєння БА-І артсистемами Курчевського були визнані безперспективними.
Приблизно у ой же час один бронеавтомобіль був у дослідному порядку оснащений радіостанцією 71-ТК-1 з поручневою антеною навколо корпусу, проте, через ті чи інші причини, масова установка рацій не була виконана (в ряді джерел зустрічаються спогади про декілька «радійних» БА-І) .
До літа 1938 року висока зношеність шасі «Форд-Тімкен» стала очевидною. Розгорнуте в країні виробництво ГАЗ-ААА проблему запчастин вирішувало лише частково, оскільки в кінцевому підсумку це були не зовсім аналогічні шасі. Виходом з цього положення виглядала повна «пересадка» БА-І на шасі ГАЗ-ААА, за аналогією з БА-27, які вже модернізувалися відповідним чином. Невдовзі у випробувальному порядку розпочали і модернізацію БА-І. для цього ходову частину ГАЗ-ААА вкоротили у кормовій частині на 300 мм, довели кількість листів у ресорах до 13 та посилили передню вісь двома сталевими накладками. Під підлогою відділення управління був встановлений додатковий паливний бак на 38 літрів. Метричні розміри бронеавтомобіля змінилися несуттєво (модернізований варіант був на 15 мм довше, на 20 мм ширше та на 70 мм нижче оригіналу), проте база скоротилася на 212 мм (до 3200 мм). ще одна зміна стосувалася шин — в новому шасі використовувалися кулестійкі шини ГК, заповнені губчатою гумою. В результаті модернізації бронеавтомобіль став тяжчим на 820 кг (маса склала 4,68 тон), проте в цілому зберіг попередні ходові якості (трохи знизилась максимальна швидкість), при цьому запас ходу збільшився до 286 км по шосе та 174 по перетятій місцевості.
З січня по березень 1939 року дослідний БА-І на шасі ГАЗ-ААА випробовувався на НДВІ БТ полігоні, пройшовши в ході випробувань 1743 км по шосе, 1047 км по перетятій місцевості та 33 км по сніжній цілині. За результатами випробувань комісія НДВІ БТ полігону зробила наступні висновки:
| 1. Основна ціль всіх випробувань бронеавтомобіля полягала у виявленні можливостей використання старих бронекорпусів БАІ на шасі «Форд-Тімкен» з наступною їх перестановкою на шасі ГАЗ-ААА. 2. За проведені пробігові випробування… модернізований БАІ показав задовільну технічну й оперативну швидкість та прохідність. 3. Монтаж і демонтаж бронекорпуса на шасі ГАЗ-ААА суттєвих труднощів не викликає. Кріплення бронекорпуса до рами міцне, дефектів та несправностей у кріпленні за час випробувань не було. 4. Якість зварних швів бронекорпуса недостатня в результаті наявних включень, непроварів та утворених тріщин. 5. Суттєвим недоліком БАІ є ненадійність переднього мосту в результаті його перевантаження проти автомобіля ГАЗ-ААА. Даний дефект повинен бути усунений. 6. Порівнюючи модернізований БАІ з БА-6 та БА-10 на шасі ГАЗ-ААА необхідно відмітити, що БАІ уступає їм і по могутності вогню, і по стійкості броні. Враховуючи наявний парк бронеавтомобіля на шасі «Форд-Тімкен», після усунення недоліків використання БАІ в РСЧА можливе: а) Для навчальних цілей. б) В бойових умовах можна буде використовувати лише з урахуванням конкретної обстановки і можливості виконання завдань по броні та озброєнню. |

Переробка решти автомобілів заданим зразком розпочалась влітку 1939 року на броньових ремонтних базах № 2 та № 6 в Брянську, а в жовтні того ж року модернізовані бронеавтомобілі (згадувані у ряді джерел як БАІ-М) почали надходити у війська. Повний цикл модернізації наявного в частинах парку БА-І був завершений до літа 1940 року.
Проте, питання недостатньої могутності озброєння БА-І та БАІ-М залишався відкритим, і справа тут була навіть не тільки і не стільки в застарілій гарматі «Гочкіс-ПС». Справа в тому, що до 1939 року ці гармати вже сім років не вироблялися. Відповідно, постійно знижувався випуск боєприпасів до них, і в останні роки снарядів уже відверто не вистачало. Проте встановити у башту БАІ-М більш могутню артсистему не виявилося можливим. Проекти переозброєння бронеавтомобіля тяжким кулеметом (наприклад, ДШК) чи вогнеметом також мали багато недоліків, а найбільш технічно просте рішення встановити замість гармати ще один кулемет ДТ було явно безперспективним. У результаті вирішено залишити озброєння броньовика без змін, щоб не знижувати його і без того невелику вогневу міць.
Були намагання перетворити БА-І в бронедрезину (за аналогією з БА-6жд), для чого одна з машин була оснащена спеціальними металевими колісними бандажами для носового і кормового мостів автомобіля.

## Оператори
- СРСР— основний оператор.
- Монголія — 5 машин

## Служба та бойове застосування
Перші БА-І почали надходити в частини РСЧА в середині 1933 року. Ба-І почали надходити в частини РСЧА в середині 1933 року. БА-І поступали в мотобригади, механізовані та стрілецькі частини, замінюючи БА-27. Крім того, окремі БА-І потрапляли у склад гірсько-стрілецьких бригад. Аж до німецько-радянської війни бронеавтомобілі БА-І, наявні у розпорядженні РСЧА, не використовувалися ні в яких військових конфліктах, проте часто брали участь у маневрах та парадах..
Після пересадки БА-І на шасі ГАЗ-ААА вони були залишені на озброєнні РСЧА, хоча їх рекомендувалося використовувати як навчальні. Крім того, з року в рік нестача снарядів для 37-мм гармати «Гочкіс» відчувалась все сильніше. Станом на 1 січня 1941року наявність БАІ-М в різноманітних військових округах виглядала наступним чином:
| Наявність бронеавтомобілів БАІ-М у військових округах станом на 1 січня 1941 року |      |      |      |      |     |       |       |
| Округ                                                                             | ОрВО | КОВО | ПКВО | САВО | МВО | ЗабВО | Разом |
| Кількість БА                                                                      | 1    | 11   | 8    | 7    | 2   | 48    | 77    |

До червня загальна кількість бронеавтомобілів у військах збільшилася до 79. Таким чином, на початку 1941 року переважна їх більшість знаходилась в частинах  Забайкальського військового округу. Проте в червні 1941 року частина з'єднань, сформованих в ЗабВО, були переведені у західні військові округи разом із штатною технікою, в числі яких були і БАІ-М. Так, на 22червня 1941 5-й механізований корпус РСЧА, сформований у Забайкаллі і передислокований на територію Білорусі, мав у своєму складі 131 середній бронеавтомобіль, 22 з яких були БАІ-М. При цьому всі БАІ-М знаходилися в 13-й танковій дивізії в складі мехкорпусу..
У складі ряду з'єднань БАІ-М використовувалися у боях початкового періоду німецько-радянської війни, проте в метушні перших тижнів боїв доволі швидко були втрачені, як і більшість бронетехніки РСЧА в цілому. Наприклад, та ж 13-та танкова дивізія 5-го механізованого корпусу за місяць боїв з 8 липня по 8 серпня 1941 року з 78 середніх бронеавтомобілів втратила 74, з них 60 (31 БА-10, 3 БА-3М, 4 БА-6, 16 БАІ-М та 6 БА-20) було втрачено в бою, 17 (10 БА-10, 4 БА-3, 3 БА-20) — залишено по технічним причинам, ще 7 (2 БА-10 та 5 БАІ-М) пропали при нез'ясованих обставинах. Детальні дані про використання БАІ-М іншими підрозділами відсутні, проте можна припустити, що до середини серпня 1941 року практично всі вони були втрачені.
Використання трофейних БАІ-М військами вермахту і союзниками Третього Рейху, хоча і є в принципи можливим, не має документальних підтверджень.
Залишені на Далекому Сході бронеавтомобілі БАІ-М змоги пережити 1941 рік. Зокрема, станом на 20 серпня 1942 року 7-й навчальний танковий полк Забайкальського фронту, крім іншої техніки, мав у власному розпорядженні і 9 БАІ-М. Проте даних про те, чи використовувалися ці автомобілі в розгромі Квантунської армії в серпні 1945року, немає. Ймовірно, останні бронеавтомобілі БАІ-М в частинах Забайкальського фронту були розброньовані до 1945 року.
Станом на 2011 рік інформація про бронеавтомобілі БА-І та БАІ-М, що збереглися, відсутня.

## Оцінка машини
В цілому для свого часу БАІ-М були вельми сучасними та навіть передовими машинами. Повністю зварний корпус був неодмінно новиною у світовій практиці побудови бронеавтомобілів, а товщина бронелистів повністю відповідала світовим показникам того часу. Безсумнівно вдалим рішенням була ступінчаста конфігурація корпусу, що дозволяло зменшити висоту броньовика не в збиток його ергономічності. Озброєння бронеавтомобіля в принципі відповідали озброєнню танка МС-1 та раннім версіям Т-26 та було доволі могутнім для бронемашин початку 1930-х років. Шасі з колісною формулою 6х4 забезпечувало машині повністю задовільну прохідність (підвищувалась також наявністю цепів «Оверолл»), а динамічні характеристики, з урахуванням захищеності та озброєння бронеавтомобіля, для свого часу були більш ніж на рівні аналогічних машин.
Бронеавтомобіль мав і низку недоліків. Відмічалося, що при подоланні вертикальних перешкод бронеавтомобіль чіплявся за них картером демультиплікатора з ризиком пошкодження останнього. Крім того, якщо гармата та кулемет знаходилися на максимальному куті опускання, то при обертанні башти вони утикалися в кришу відділення управління.
Специфічним і дуже серйозним недоліком БА-І була відсутність щілин для відводу гарячого повітря з моторного відділення. При закритих дверцятах радіатора радіатор моментально закипав. Відкриття дверцят покращувало його охолодження, але у цьому випадку потік гарячого повітря надходив в кабіну бронеавтомобіля, прямо в лице водію та кулеметника. Це було не так страшно, якщо спостережні люки в лобовому листі, дверях та даху були відкриті, проте якщо вони були закриті, як і належало в бойовій обстановці, броньовик фактично перетворювався в «душегубку». Під час випробувань на НДВІБТ полігоні водій зміг проїхати з закритими люками лише 5 км, після чого ледь не знепритомнів через сильне запаморочення, і люки знову прийшлось відкрити. Більш того, гаряче повітря з двигуна, задуваючи у зазор між щитком водія та бронею, обпалювало водію руки, через що той не міг триматися за верхній сектор рульового управління, а його очі сльозилися від дуючого в лице розпеченого повітря. Також далі відділення управління та бойового відділення гаряче повітря знову таки не дівалося, тому через 5-6 км руху із закритими люками температура всередині машини досягала 57-58 °C і навіть просте знаходження екіпажу всередині ставало практично неможливим. У своєму висновку за результатами випробувань співробітники полігону НДВІ БТ спеціально відмічали наступне:
| …Для експлуатації в наших умовах машина придатна, для приймання як бойової… У неї необхідно припинити доступ гарячого повітря від двигуна до водія. |

Для уникнення подібних проблем наступні броньовики, починаючи з БА-3, мали по бортам моторного відділення спеціальні щілини для відводу гарячого повітря від двигуна..
Проте до кінця громадянської війни в Іспанії БА-І уже почав застарівати, хоча за могутністю озброєння та бронювання в цілому був на одному рівні з сучасними бронеавтомобілями Німеччини, такими як Sd.Kfz.222, якому трохи поступався в бронезахисті. Проте, вже тоді почала позначатися зношеність бази «Форд-Тімкен», проте пересадка бронеавтомобілів на шасі ГАЗ-ААА цю проблему вирішило. До початку німецько-радянської війни по рівню озброєння він все ще приблизно відповідав середнім бронеавтомобілям вермахту. Інша справа, що в лінійці вітчизняних середніх бронеавтомобілів БАІ-М та БА-27 мали найменшу вогневу міць. Хоча 37-мм гармата «Гочкіс-ПС» була в змозі боротися з легкоброньованою технікою, дальність її ефективного вогню становила всього 500—700 м, і недолік снарядів давався взнаки.
Проте, не слід забувати, що навіть сучасніші радянські бронеавтомобілі, такі як БА-6 чи БА-10, зазнали на початку німецько-радянської війни великих втрат, при цьому не стільки через власні технічні показники, скільки через загальну плутанину, невміле використання, нестачу палива та боєприпасів.

## У творах культури і мистецтва

### У відеоіграх
В силу свої малої кількості та загальної маловідомості бронеавтомобілі БА-І не зустрічаються в комп'ютерних іграх, присвячених військовим конфліктам 1930—1940-х років.

### Моделі БА-І
Пластикові моделі-копії броньовика випускаються підприємствами «Східний експрес» (Росія, масштаб 1:35, номер за каталогом виробника 35124) та «UM» (Україна, масштаб 1:72, номер за каталогом виробника 363). Обидві моделі виготовлені методом лиття пластмас під тиском (ЛВТ). Відповідність оригіналу моделі від «Східного експресу» вкрай низька, так як набір представляє з себе комплект деталей корпусу та ходової частини пізнішого бронеавтомобіля БА-3 з додатковим деталями башти БА-І, в цілому також мало відповідає оригіналу. Модель фірми «UM» відрізняється дещо кращою якістю.

### Виноски
1. ↑  На основі креслень і технічних характеристик.
2. ↑  За численними фотографіями.